# Колесников, Андрей Викторович (хоккеист)
Андрей Викторович Колесников (26 февраля 1989, Барнаул) — российский хоккеист, защитник. Воспитанник барнаульского хоккея.

## Карьера
Андрей Колесников начал свою профессиональную карьеру в 2006 году в составе лениногорского клуба Высшей лиги «Нефтяник», выступая до этого за фарм-клуб московского ЦСКА. В составе «Нефтяника» Андрей выступал на протяжении двух сезонов, набрав за это время 18 (7+11) очков в 76 проведённых матчах.
Перед началом дебютного сезона Континентальной хоккейной лиги Колесников подписал контракт с чеховским «Витязем». В своём первом сезоне в составе нового клуба Андрей провёл на площадке 46 матчей и набрал 14 (4+10) очков, после чего появились слухи о его возможном возвращении в ЦСКА. В сезоне 2009/10 Колесников подтвердил свой статус одного из основных защитников подмосковного клуба, и 2 июня 2010 года он заключил соглашение с ханты-мансийской «Югрой». Тем не менее, в последний момент уже подтверждённый переход сорвался, и Андрей остался в «Витязе».
Сезон 2011/12 Колесников также начал в Чехове, однако 4 ноября 2011 года в результате обмена на Александра Сазонова он оказался в нижнекамском «Нефтехимике».

## Статистика
| Легенда | Легенда                    | Легенда | Легенда                   | Легенда | Легенда    |
| ------- | -------------------------- | ------- | ------------------------- | ------- | ---------- |
| И       | Количество проведённых игр | Штр     | Штрафное время            | +/−     | Плюс-минус |
| Г       | Голы                       | П       | Голевые передачи          | О       | Очки       |
| -       | Статистика неизвестна      | —       | Статистика не учитывалась |         |            |